# Yavia cryptocarpa
Yavia cryptocarpa là một loài thực vật có hoa trong họ Cactaceae. Loài này được R. Kiesling & Piltz mô tả khoa học đầu tiên năm 2001.

## Hình ảnh

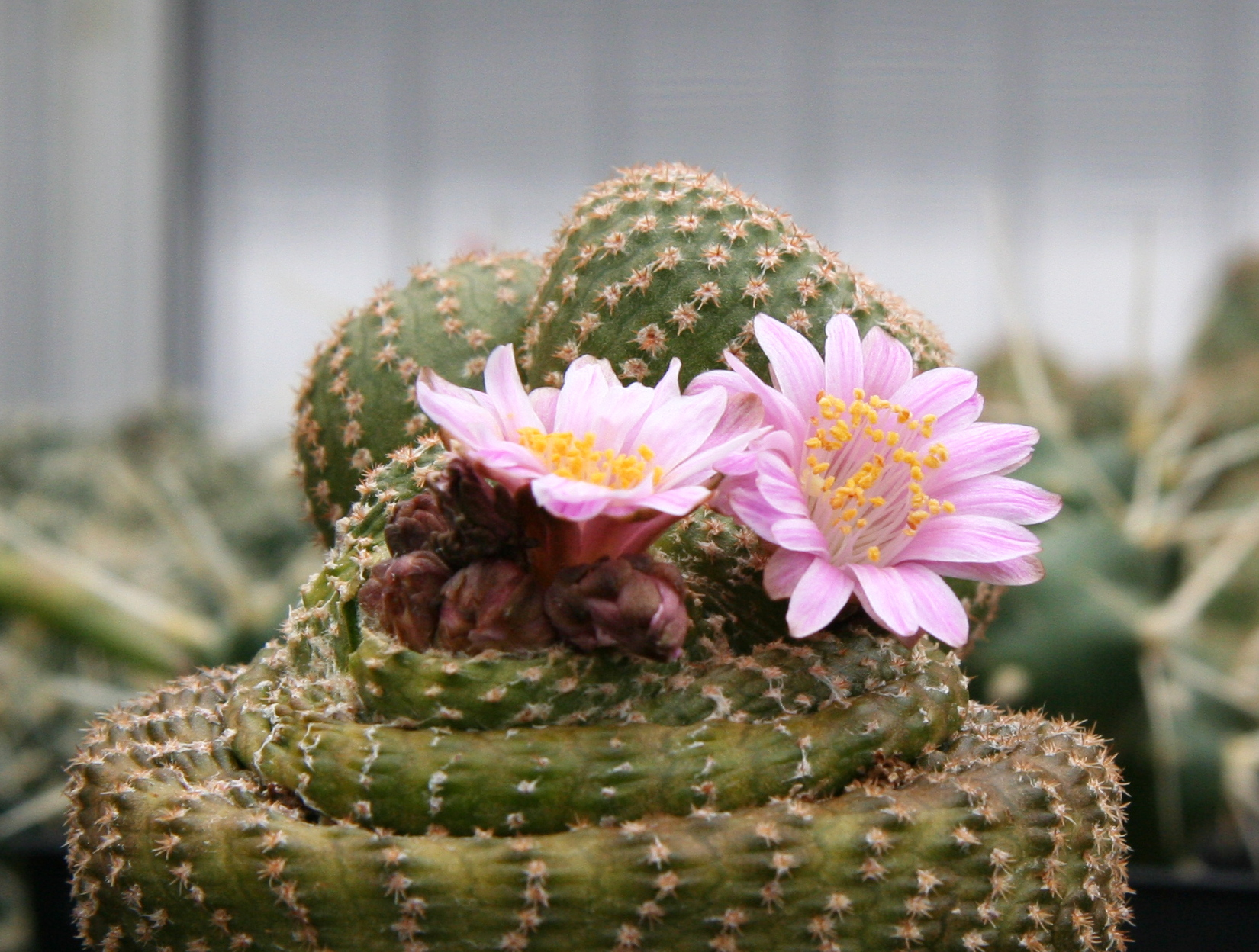